# Yvette Éyéwè
Yvette Éyéwè Bessi, née en 1927 à Douala et morte le 14 novembre 2024 à Yaoundé, est la première pharmacienne du Cameroun.

## Biographie et carrière
Yvette Éyéwè est la fille d'Éyéwè Conrad de Bonapriso Belone Ba Doo et de Bessi Naomie. Elle effectue son cycle primaire à l'école de filles de Bonapriso puis l'école supérieure de filles de New Bell, avant son départ pour la France. Une fois arrivée là-bas après avoir passé un an à Dakar, elle s'inscrit à l'école normale de filles d'Aix-en-Provence, puis elle fréquente le mycée Hélène Boucher à Paris.
Munie du baccalauréat série mathématiques élémentaires, elle poursuit ses études à la faculté Avenue de l'observation d'où elle obtient son doctorat en pharmacie en 1959, à 32 ans. Diplôme en poche, elle décide de revenir au Cameroun à l'aube des indépendances. D'autres émigrés reviennent à la même période, notamment Pokossy Doumbe, également diplômé de la faculté de pharmacie de Paris, et Rudolph Tokoto, fondateur de la première pharmacie de Douala implantée à New Bell, ainsi qu'Emma Ottou, Panka Sandjong, Paul Ambassa et Abraham Sigoko, tous originaires de Yaoundé.
Le 25 janvier 1960 après avoir déclinée l'offre de recrutement à la pharmacie de l'hôpital central de Yaoundé, Yvette Éyéwè se met à son propre compte en ouvrant la pharmacie camerounaise face à la cathédrale de Yaoundé. Pour ce faire, elle obtient une autorisation d'exercer du ministre Charles Okala et la Banque camerounaise de développement lui accorde un crédit de 60 000 francs, en parti grâce au soutien de l'un de ses anciens instituteurs.
En 1972, William Eteki Mboumoua (ancien secrétaire général de l'Organisation de l'unité africaine aujourd'hui Union africaine, et ancien président de la Croix Rouge camerounaise) et Yvette Éyéwè se marient sous la bénédiction du président Ahmadou Ahidjo. Il restent mariés durant 46 ans, jusqu'à la mort de Mboumoua à la suite d'une intervention chirurgicale.